# Sylurowie
Sylurowie – starożytne plemię brytyjskie, zamieszkujące południowo-wschodnią Walię, którego ośrodkiem był gród Llanmelin.
Pod wpływem Karatakusa, od 48 r. opierali się rzymskiej ekspansji. Rzymianie ustanowili na ich terytorium forty w Glevum (Gloucester), a potem w Isca (Caerleon), zaś opór Sylurów pokonał Sekstus Juliusz Frontyn (73/74–77). Llanmelin zostało przymusowo wysiedlone, a na jego miejscu powstało nowe miasto rzymskie Venta Silurum (Caerwent).